# Davor Jozić
Davor Jozić (Konjic, 1960. szeptember 22. –) jugoszláv válogatott bosnyák labdarúgó, hátvéd, edző.

## Pályafutása

### Klubcsapatban
1979 és 1987 között az FK Sarajevo labdarúgója volt, ahol tagja volt az 1984–85-ös idényben jugoszláv bajnokságot nyerő csapatnak. 1987 és 1993 között az olasz AC Cesena, 1993–94-ben a mexikói Club América, 1995–96-ba az olasz Spezia játékosa volt.

### A válogatottban
1984 és 1991 között 27 alkalommal szerepelt a jugoszláv válogatottban és két gólt szerzett. 1984. szeptember 12-én Glasgow-ban, a skót válogatott ellen egy barátságos mérkőzésen mutatkozott be az A-válogatottban. A találkozó 6–1-es skót győzelemmel ért véget. Az 1988-as szöuli olimpián kilencedik lett a csapattal. Részt vett az 1990-es olaszországi világbajnokságon, ahol a jugoszláv csapat Argentína ellen esett ki a negyeddöntőben egy 0–0-s mérkőzés utáni tizenegyespárbajban. Utolsó hivatalos szereplése a jugoszláv válogatottban 1991. május 1-jén a Belgrádban egy Dánia elleni Európa-bajnoki-selejtező-mérkőzésen volt, ahol 2–1-es dán győzelem született.

### Edzőként
2004–05-ben az AC Cesena ifjúsági csapatának az edzője volt. 2012–13-ban a Varese, 2013-ban a Reggina csapatánál dolgozott segédedzőként.

## Sikerei, díjai
FK Sarajevo
- Jugoszláv bajnokság
  - bajnok: 1984–85

## Statisztika

### Klubpályafutás
| Csapat       | Ország      | Bajnokság        | Idény    | Mérk. | Gól |
| ------------ | ----------- | ---------------- | -------- | ----- | --- |
| FK Sarajevo  | Jugoszlávia | Prva liga        | 1979–80  | 6     | 1   |
| FK Sarajevo  | Jugoszlávia | Prva liga        | 1980–81  | 14    | 0   |
| FK Sarajevo  | Jugoszlávia | Prva liga        | 1981–82  | 22    | 1   |
| FK Sarajevo  | Jugoszlávia | Prva liga        | 1982–83  | 30    | 7   |
| FK Sarajevo  | Jugoszlávia | Prva liga        | 1983–84  | 31    | 4   |
| FK Sarajevo  | Jugoszlávia | Prva liga        | 1984–85  | 29    | 2   |
| FK Sarajevo  | Jugoszlávia | Prva liga        | 1985–86  | 30    | 0   |
| FK Sarajevo  | Jugoszlávia | Prva liga        | 1986–87  | 7     | 0   |
| Cesena       | Olaszország | Serie A          | 1987–88  | 28    | 0   |
| Cesena       | Olaszország | Serie A          | 1988–89  | 30    | 1   |
| Cesena       | Olaszország | Serie A          | 1989–90  | 24    | 0   |
| Cesena       | Olaszország | Serie A          | 1990–91  | 32    | 0   |
| Cesena       | Olaszország | Serie A          | 1991–92  | 32    | 1   |
| Cesena       | Olaszország | Serie A          | 1992–93  | 24    | 1   |
| Club América | Mexikó      | Primera División | 1993–94  | 11    | 0   |
| Spezia       | Olaszország | Serie B          | 1995–96  | 11    | 0   |
| Összesen     | Összesen    | Összesen         | Összesen | 361   | 18  |

### Mérkőzései a jugoszláv válogatottban
| Jugoszlávia | Jugoszlávia          | Jugoszlávia                            | Jugoszlávia             | Jugoszlávia | Jugoszlávia    | Jugoszlávia     | Jugoszlávia | Jugoszlávia |
| #           | Dátum                | Helyszín                               | Hazai                   | Eredmény    | Vendég         | Kiírás          | Gólok       | Esemény     |
| ----------- | -------------------- | -------------------------------------- | ----------------------- | ----------- | -------------- | --------------- | ----------- | ----------- |
| 1.          | 1984. március 31.    | Szabadka, Szpartak Stadion             | Jugoszlávia             | 2 – 1       | Magyarország   | barátságos      | -           | 65'         |
| 2.          | 1984. október 20.    | Lipcse, Zentralstadion                 | NDK                     | 2 – 3       | Jugoszlávia    | vb-selejtező    | -           | 83'         |
| 3.          | 1985. január 29.     | Koccsi, Maharaja College Stadion (IND) | Kína                    | 1 – 1       | Jugoszlávia    | Nehru-kupa      | -           |             |
| 4.          | 1985. február 1.     | Koccsi, Maharaja College Stadion (IND) | Dél-Korea               | 1 – 3       | Jugoszlávia    | Nehru-kupa      | -           | 65'         |
| 5.          | 1985. február 4.     | Koccsi, Maharaja College Stadion (IND) | Szovjetunió             | 2 – 1       | Jugoszlávia    | Nehru-kupa      | -           | 49'         |
| 6.          | 1987. szeptember 23. | Pisa, Aréna Garibaldi                  | Olaszország             | 1 – 0       | Jugoszlávia    | barátságos      | -           | 75'         |
| 7.          | 1988. október 19.    | Glasgow, Hampden Park                  | Skócia                  | 1 – 1       | Jugoszlávia    | vb-selejtező    | -           |             |
| 8.          | 1988. november 19.   | Belgrád, JNA Stadion                   | Jugoszlávia             | 3 – 2       | Franciaország  | vb-selejtező    | -           |             |
| 9.          | 1988. december 11.   | Belgrád, Crvena zvezda Stadion         | Jugoszlávia             | 4 – 0       | Ciprus         | vb-selejtező    | -           |             |
| 10.         | 1989. április 5.     | Athén, Olimpiai Stadion                | Görögország             | 1 – 4       | Jugoszlávia    | barátságos      | -           |             |
| 11.         | 1989. április 29.    | Párizs, Parc des Princes               | Franciaország           | 0 – 0       | Jugoszlávia    | vb-selejtező    | -           |             |
| 12.         | 1989. június 14.     | Oslo, Ullevi Stadion                   | Norvégia                | 1 – 2       | Jugoszlávia    | vb-selejtező    | -           |             |
| 13.         | 1989. szeptember 20. | Újvidék, Vojvodina Stadion             | Jugoszlávia             | 3 – 0       | Görögország    | barátságos      | -           | 46'         |
| 14.         | 1989. október 11.    | Szarajevó, Koševo Stadion              | Jugoszlávia             | 1 – 0       | Norvégia       | vb-selejtező    | -           |             |
| 15.         | 1990. március 28.    | Łódź, Widzew Stadion                   | Lengyelország           | 0 – 0       | Jugoszlávia    | barátságos      | -           |             |
| 16.         | 1990. május 26.      | Ljubljana, Bežigrad Stadion            | Jugoszlávia             | 0 – 1       | Spanyolország  | barátságos      | -           |             |
| 17.         | 1990. június 3.      | Zágráb, Maksimir Stadion               | Jugoszlávia             | 0 – 2       | Hollandia      | barátságos      | -           |             |
| 18.         | 1990. június 10.     | Milánó, San Siro (ITA)                 | NSZK                    | 4 – 1       | Jugoszlávia    | vb-csoportkör   | 1           | 55'         |
| 19.         | 1990. június 14.     | Bologna, Renato Dall’Ara Stadion (ITA) | Kolumbia                | 0 – 1       | Jugoszlávia    | vb-csoportkör   | 1           | 76'         |
| 20.         | 1990. június 14.     | Bologna, Renato Dall’Ara Stadion (ITA) | Egyesült Arab Emírségek | 1 – 4       | Jugoszlávia    | vb-csoportkör   | -           |             |
| 21.         | 1990. június 26.     | Verona, Bentegodi Stadion (ITA)        | Spanyolország           | 1 – 2       | Jugoszlávia    | vb-nyolcaddöntő | -           |             |
| 22.         | 1990. június 30.     | Firenze, Stadio Comunale (ITA)         | Argentína               | 0 – 0       | Jugoszlávia    | vb-negyeddöntő  | -           |             |
| 23.         | 1990. szeptember 12. | Belfast, Windsor Park                  | Észak-Írország          | 0 – 2       | Jugoszlávia    | Eb-selejtező    | -           |             |
| 24.         | 1990. október 31.    | Belgrád, Crvena zvezda Stadion         | Jugoszlávia             | 4 – 1       | Ausztria       | Eb-selejtező    | -           |             |
| 25.         | 1990. november 14.   | Koppenhága, Idrætsparken Stadion       | Dánia                   | 0 – 2       | Jugoszlávia    | Eb-selejtező    | -           |             |
| 26.         | 1991. március 27.    | Belgrád, Crvena zvezda Stadion         | Jugoszlávia             | 4 – 1       | Észak-Írország | Eb-selejtező    | -           |             |
| 27.         | 1991. május 1.       | Belgrád, Crvena zvezda Stadion         | Jugoszlávia             | 1 – 2       | Dánia          | Eb-selejtező    | -           |             |
|             | Összesen             |                                        |                         | 27          | mérkőzés       |                 | 2           | gól         |